# 老貴人
老貴人（？—1736年），原為嬤嬤，後被賞給貴人名號。

## 生平
原為嬤嬤，負責照看雍正帝第五子和恭親王弘晝，後被賞給貴人名號，地位與負責照看康熙帝第十二子履懿親王允祹之蘇麻喇姑相等。目前僅知雍正三年三月，宮內已有老貴人之名，具體晉封日期暫不詳。雍正六年四月二十一日，雍正帝稱隨常加封的貴人不可以葬入妃園寢，需在外圍周方或蘇麻喇姑之左右另建園寢。雍正八年，老貴人病重，雍正帝曾給她安排喪儀，但是因其病癒而作罷。雍正十三年，為老貴人預修圈工、享殿等處。乾隆元年四月，在景山養病的老貴人病故，同年七月十一日，移送到蘇麻喇姑園寢。乾隆二年二月二十六日，正式入葬蘇麻喇姑園寢。老貴人及蘇麻喇姑的墳塋向來由昭西陵內務府衙門經管，後由和恭親王與履懿親王的後嗣負責修理。
当代研究者王冕森根据康熙帝后宫信息，猜测无子女、却位列贵人的纳喇氏可能是老貴人，但尚需“对档案进一步挖掘查证”:318—319。